# Субота (телесеріал)
«Субота» (рос. Суббота) — російськомовний комедійний телесеріал вироблений в Україні компанією «RunGo Studio» на замовлення телеканалу «1+1». 

## Синопсис
15-ту річницю свого весілля Арина і Степан Каблукові вирішили відсвяткувати вдома, без зайвого галасу, рідні та друзів. Та їм це зробити не вдалося, бо непередбачувані родичі вирішили зовсім інакше — у них на таку подію були власні погляди. Як наслідок, подружня пара Каблукових святкує своє «кришталеве» весілля з розмахом.
Святкування затягнулося, тож родичі змушені були залишитися в будинку «молодят», несподівано перетворивши життя господарів на справжнє випробування. Втім, гості не проти вже, нарешті, роз'їхатися, але щосуботи щось відбувається…

## У ролях
- Олексій Смолка — Степан Каблуков
- Тетяна Коновалова — Аріна Каблукова
- Аліса Лукшина — Маша Каблукова
- Рінат Хабібулін — Ваня Каблуков
- Філіп Горенштейн — Гоша Каблуков
- Неоніла Білецька — Варвара
- Станіслав Москвін — Антон
- Мирослава Філіпович — Лена
- Евеліна Сакуро — Зоя
- Дарина Трегубова — Віолетта, однокласниця Аріни
- Віктор Сарайкін — батько Оленки
- Володимир Горянський — капітан, залицяльник Варвари
- Катерина Кістень — Тамара, колега Аріни
- Олександр Пожарський — фізрук
- Яків Кучеревський — фотограф у кафе
- Катерина Шоломицький — лікар
- Борис Георгієвський — далекобійник 1
- Георгій Поволоцький — далекобійник 2
- Іван Шаран — хам
- Вікторія Білан-Ращук — господиня
- Катерина Шоломицька — лікарка

## Виробництво
16-серійний комедійний серіал «Субота» знято на замовлення телеканалу 1+1, виробництво проекту — продакшн RunGo Studio.